# Idealis
Idealis is een stichting voor huisvesting van voornamelijk studenten in de Nederlandse gemeenten Wageningen en Ede. De stichting stond voorheen bekend als Stichting Sociale Huisvesting Wageningen en bezit enkele duizenden kamers in studentenflats, waaronder de landelijk bekende sterflats, en enkele kleinere complexen in de binnenstad van Wageningen.